# João Neves (labdarúgó)
João Pedro Gonçalves Neves (Tavira, 2004. szeptember 27. –) portugál válogatott labdarúgó, a Paris Saint-Germain játékosa.

## Pályafutása

### Klubcsapatokban

#### Benfica
A Casa Benfica Tavira, a Benfica Algarve és a Benfica korosztályos csapataiban nevelkedett. 2020 decemberében profi szerződést kötött a Benfica csapatával. Tagja volt a 2021–2022-es UEFA Ifjúsági Ligaáját megnyerő U19-es csapatnak. 2022. augusztus 6-án mutatkozott be a tartalék csapatban az Académico de Viseu ellen. 2022 decembererében 2028. június 30-ig szóló szerződést hosszabbított. December 30-án mutatkozott be a bajnokségban az első csapatban az Braga ellen 3–0-ra elvesztett találkozón. 2023. május 21-én megszerezte első bajnoki gólját a Sporting elleni 2–2-re végződő Derby de Lisboa rangadón. A szezon végén bajnoki címet ünnepelhetett a csapattal. Augusztus 9-én a szuperkupában 2-0-ra nyertek a Porto ellen. A 2023–24-es szezonban többször is a hónap játékosának választották meg a bajnokságban.

### Paris Saint-Germain
2024. augusztus 5-én jelentette be leigazolását a francia Paris Saint-Germain, amely 60 millió eurót fizetett a játékjogáért. Augusztus 16-án mutatkozott be a Le Havre ellen 4–1-re megnyert bajnoki mérkőzésen a második félidőben Ibrahim Mbaye cseréjeként, majd gólpasszt adott Ousmane Dembélének és Bradley Barcolának.

### A válogatottban
Többszörös portugál korosztályos válogatott és rész vett a 2023-as U21-es labdarúgó-Európa-bajnokságon. 2023. október 6-án debütált a felnőtt válogatottban Bosznia-Hercegovina ellen 5–0-ra megnyert mérkőzésen a 85. percben Otávio cseréjeként.
2024. május 21-én Roberto Martínez szövetségi kapitány kihirdette 26 fős Európa-bajnoki keretét, amelyben ő is szerepelt.

## Sikerei, díjai

### Klub
- Benfica utánpótlás
  - Campeonato Nacional de Juniores: 2021–22[25]
  - UEFA Ifjúsági Liga: 2021–22[26]
  - U20-as Interkontinentális-kupa: 2022[27]
- Benfica
  - Portugál bajnok: 2022–23[28]
  - Portugál szuperkupa: 2023[29]

### Egyéni
- Cosme Damião-díj: 2024[30]
- A Primeira Liga hónap középpályása: 2023 szeptember,[31] 2023 október, 2023 november,[32] 2023 december,[33] 2024 február,[34] 2024 március[35]
- SJPF – A hónap fiatal játékosa: 2023 október,[36] 2023 november, 2024 február[37]